# Vibrissomyia concinnata
Vibrissomyia concinnata är en tvåvingeart som beskrevs av Gonzalez 1992. Vibrissomyia concinnata ingår i släktet Vibrissomyia och familjen parasitflugor. Inga underarter finns listade i Catalogue of Life.